# Isospora
Isospora es un género de endoparásitos de la subclase Coccidiasina. Era considerado el responsable de la isosporiasis, hasta que el parásito causal de dicha parasitosis fue reclasificado al género Cystoisospora.

## Taxonomía
Al menos 248 especies se describieron originalmente en este género. Por ejemplo, el gorrión común tiene 12 especies de Isospora.   Sin embargo, la mayoría de las especies están poco estudiadas y algunos autores dudan de que todas deban reconocerse como especies distintas. En 2005, todas las especies de Isospora que infectaban a huéspedes mamíferos fueron reclasificadas como miembros del género Cystoisospora, un miembro de la familia Sarcocystidae.